# Ring Lardner

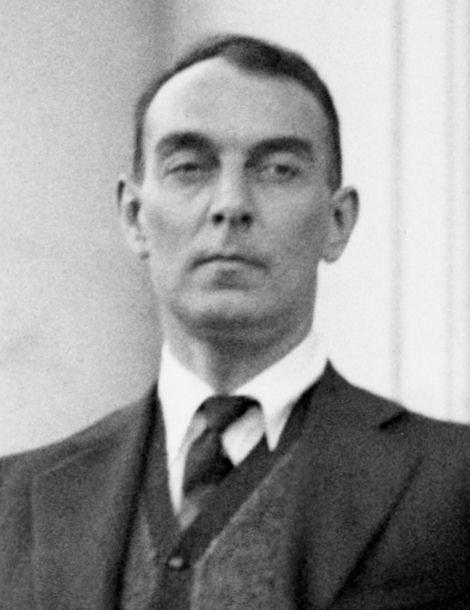
Ring Lardner (1921)

Ringgold Wilmer Lardner (* 6. März 1885 in Niles, Michigan; † 27. September 1933 in New York City) war ein US-amerikanischer Sportreporter und Schriftsteller.
Als Reporter verwendete er zeitweise das Pseudonym James Clarkson.

## Leben

### 1885–1915
Ring Lardner war das jüngste Kind von Henry und Lena Phillips Lardner. Bis 1897 wurde er im Haus seiner Eltern privat unterrichtet. Schon in dieser Zeit begann er sich für Baseball, Musik und Theater zu interessieren. Von 1897 bis 1901 besuchte er die Niles High School. 1901 ging er nach Chicago, wo er für kurze Zeit als Bürogehilfe arbeitete. Danach hatte er einen Job bei der Michigan Central Railroad in seiner Heimatstadt. 1902 immatrikulierte er sich am Armour Institute in Chicago im Fach Maschinenbau. Da er durch das erste Examen fiel, musste er dieses (ungeliebte) Studium bald schon wieder abbrechen. Zurück in Niles, arbeitete er unter anderem bei der Niles Gas Company.
Ab 1905 war Lardner Sportreporter für die South Bend Times, ab 1907 für die Chicago Inter-Ocean und den Chicago Examiner, wo er vor allem über Baseball schrieb. Von 1908 bis 1910 war er Baseball-Reporter für die Chicago Tribune, von 1910 bis 1911 Chefredakteur der St. Louis Sporting News. Daneben schrieb er für weitere Zeitungen.
1911 heirateten Ring Lardner und Ellis Abbott, und das Ehepaar ging zurück nach Chicago. Sein erster Sohn John Abbott wurde 1912 geboren. 1913 arbeitete er wieder für die Chicago Tribune, in der er nun auch literarische Sporttexte veröffentlichte, darunter Erzählungen und Gedichte. Ab 1914 schrieb er für die Saturday Evening Post, die in den folgenden Jahren viele seiner Baseball-Geschichten druckte. 1914 wurde sein zweiter Sohn, James Phillips, geboren, 1915 der dritte Sohn, Ringgold Wilmer Jr.

### 1916–1933
1916 erschien Lardners erste Sammlung von Kurzgeschichten unter dem Titel You Know Me Al. 1917 ging er als Korrespondent für Collier's Weekly für kurze Zeit nach Frankreich. 1919 verließ er die Tribune, zog mit seiner Familie nach Greenwich (Connecticut); im selben Jahr wurde sein vierter Sohn, David, geboren. 1924 bewog ihn F. Scott Fitzgerald, mit dem er befreundet war, dazu, eine weitere Sammlung seiner Kurzgeschichten How To Write Short Stories (With Samples) herauszugeben. Mit dieser Sammlung hat er großen Erfolg. In den nächsten Jahren erschienen mehrere Sammlungen seiner Geschichten in rascher Folge. Mitte der 1920er-Jahre begann Lardner auch für das Theater zu schreiben, hatte damit jedoch nur wenig Erfolg.
1929 verfasste er gemeinsam mit George S. Kaufman das Stück June Moon, das sein einziger Erfolg am Theater wurde. 1933 begann Lardner für den New Yorker Kolumnen zu schreiben. Im September 1933 starb er an einem Herzinfarkt, nachdem er in den Jahren zuvor schon wiederholt schwer erkrankte und durch seinen Alkoholismus geschwächt war.
Seinem Sohn, dem Drehbuchautor Ring Lardner junior, wurden zwei Oscars verliehen.

## Werke
- Bib Ballads, 1915
- You Know Me Al, 1916
- Gullible's Travels, 1917
- My Four Weeks in France, 1918
- Treat 'em Rough, 1918
- The Real Dope, 1919
- Own Your Own Home, 1919
- The Young Immigrunts, 1920
- Symptoms of Being, 1921
- The Big Town, 1921
- Say it with Oil, 1923
- How to Write Short Stories (With Samples), 1924
- What of It?, 1925
- The Love Nest and Other Stories, 1926
- The Story of a Wonder Man, 1927
- Round Up, 1929
- 17. June Moon, 1930
- Lose With a Smile, 1933

## Verfilmungen
- 1948: Das ist also New York (So this is New York)
- 1949: Zwischen Frauen und Seilen (Champion)

## Deutschsprachige Hörspielbearbeitung
- 1970: Gastfreundschaft – Regie: Ferry Bauer (ORF Oberösterreich)[2]